# Fritz Döhnel
Carl Friedrich („Fritz“) Döhnel (* 21. November 1842 in Waldheim; † 31. Mai 1920 in Gera) war ein deutscher Turner, Turnpädagoge und -funktionär.

## Leben und Werk
Im Alter von 15 Jahren begann Döhnel mit dem Turnen im Verein und setzte dies fort, nachdem er 1861 in Berlin sesshaft wurde. Hier fand er in Kluge einen der besten Turnlehrer der damaligen Zeit. 1864 wechselte er zu Lion nach Leipzig, von dem er sich zum Vorturner ausbilden ließ. Danach erhielt er eine Anstellung als Turnlehrer beim Allgemeinen Turnverein Leipzig.
1867 zog Döhnel nach Gera, wo er fortan als Oberturnlehrer wirkte und auch Vertreter der fürstlich-reußischen Familie im Turnen unterrichtete. Er erteilt nicht nur Knaben-, sondern auch Mädchenturnunterricht und setzte durch, dass der Turnunterricht in Gera auch für Mädchen zur Pflicht wurde. Ab 1877 war er Leiter des städtischen Schulturnens.
Für das Vorturnen veröffentlichte er 1885 ein Handbuch für Turnlehrer, -warte und Vorturner, das mindestens dreimal aufgelegt wurde.
Er gründete den Thüringer Turnlehrerverein und wurde dessen Vorsitzender. Außerdem erfolgte seine Ernennung zum Kreisvertreter des XIII. Turnkreises (Thüringen).

## Schriften (Auswahl)
- Vorturnerübungen – Ein Handbuch für Turnlehrer, Turnwarte und Vorturner zum Gebrauche in Turnvereinen und Schulen. Carl Bauch, Gera Reuß, 1. Aufl. 1879; 2. Aufl. 1885; 3. Aufl. 1891.